# Thor (film)
A Thor (eredeti cím: Thor) 2011-ben bemutatott amerikai szuperhősfilm Kenneth Branagh rendezésében. Gyártója a Marvel Studios, forgalmazója a Paramount Pictures. A Marvel-moziuniverzum (MCU) negyedik filmje. A forgatókönyvet Ashley Edward Miller, Zack Stentz és Don Payne írta. A főszerepben Chris Hemsworth, mint a címszereplő Thor, Natalie Portman, Tom Hiddleston, Anthony Hopkins, Stellan Skarsgård, Kat Dennings és Idris Elba látható.
Amerikai Egyesült Államokban 2011. május 6-án, Magyarországon szinkronizálva 2011. április 28-án mutatták be.

## Rövid történet
A nagy erejű, de arrogáns Thor istent kiűzik Asgardból, hogy az emberek között éljen Midgardban (a Földön), ahol hamarosan az egyik legjobb védelmezőjükké válik.

## Cselekmény
Kr.u. 965-ben Odin (Anthony Hopkins), Asgard királya háborút visel a jégóriások ellen, akik mind a kilenc birodalmat el akarják foglalni (elsőnek a Földet akarják leigázni). Az asgardiaknak sikerül visszaszorítaniuk a jégóriásokat a saját birodalmukba, és hatalmuk forrását, az „ősi teleket” egy ércládikóba zárják, amit a páncélteremben őriznek.
A jelenben Odin idősebb fia, Thor (Chris Hemsworth) a trónra lépésre készül, apja át akarja adni neki az uralkodást. A ceremóniát megzavarja, hogy jégóriások megpróbálják visszaszerezni az ércládikót. Thor dühében, apja parancsa ellenére néhány társával és testvérével, Lokival Jotunheimbe megy, hogy szembeszálljon a jégóriásokkal, akik azonban túlerőben vannak. Szorult helyzetükből Odin menti meg őket, de mivel akciójuk felborította a kényes fegyverszünetet a két birodalom között, Odin megfosztja Thort isteni erejétől és büntetésből a Földre küldi, ahova Thor egy viharban érkezik meg. Odin Thor fegyverét, a Mjölnir nevű pörölyét is utána hajítja, hogy „aki méltóvá válik rá, az használhassa”.
Thor Új-Mexikóban ér földet, ahol három kutató, Jane Foster asztrofizikus (Natalie Portman), asszisztense, Darcy Lewis (Kat Dennings) és tanácsadójuk, Dr. Erik Selvig (Stellan Skarsgård) találják meg.
A helyi lakosság hamarosan megtalálja az égből hullott pörölyt, de sem emberi, sem gépi erővel nem tudják megmozdítani. A kis krátert hamarosan egy kormányszervezet, a S.H.I.E.L.D. körbeveszi műanyag sátrakkal, műszerekkel és fegyveres őrökkel. A szervezet erővel elviszi Jane és társai összes műszerét, számítógépét és írásbeli feljegyzéseit tanulmányozás céljából. Amint Thor tudomást szerez róla, hogy a fegyvere a közelben van, Jane segítségével elmegy a helyszínre, néhány őrt leüt, de a pörölyt neki sem sikerül megmozdítania. Csalódottan hagyja elfogni magát. Kihallgatása alatt Loki jelenik meg neki öltönyben, és elmondja, hogy már ő a király, apjuk meghalt és Thornak a Földön kell maradnia, mert a jégóriások ezt a feltételt szabták. Selvig közbenjárására Thort elengedik. Thor nem bánja, hogy a Földön kell maradnia, mert kezdi megkedvelni Jane-t, és Jane számára is rokonszenves a férfi.
Loki rájön, hogy ő valójában Laufey, a jégóriások uralkodójának a fia, akit Odin örökbefogadott csecsemőkorában. Elmegy hozzá, és felajánlja neki, hogy ölje meg Odint, mialatt hosszú álomban fekszik. Amikor azonban Laufey le akarja szúrni az alvó királyt, Loki meglövi a jégóriást, majd végez vele.
Thor fegyvertársai nem örülnek, hogy Loki lett a király, ezért elhatározzák, hogy megkeresik Thort, hogy beszéljenek vele. Meggyőzik Heimdallt, a Bifröszt kapu őrzőjét, hogy engedje őket lemenni a Földre. Tervük Loki tudomására jut, aki utánuk küldi a Pusztító gépet, egy ember formájú, páncélos robotot, hogy ölje meg Thort. Társai megtalálják Thort, ekkor kiderül, hogy Odin nem halt meg. Amikor a Pusztító megérkezik, rövid harc kezdődik, majd Thor felajánlja, hogy Loki ölje meg őt. Thor ezzel az önfeláldozással méltóvá válik az isteni erőre, és a pöröly a kezébe száguld, ezzel legyőzi a Pusztítót. Thor elbúcsúzik Jane-től, megígéri, hogy visszatér, és társaival visszamegy Asgardba, hogy szembenézzenek Lokival.
Loki terve az volt, hogy Jotunheimet teljesen elpusztíthassa, Thor azonban szembeszáll vele és a várost a Bifröszttel összekötő hidat veri szét a pörölyével. Loki és Thor összeverekszenek a hídon és majdnem a feneketlen mélységbe zuhannak, de Odin felébred álmából és elkapja őket. Loki azonban saját elhatározásából a mélységbe zuhan.
A Földön Jane és kis csapata visszakapta a felszerelését, és azon dolgoznak, hogy az elméletben már egy ideje ismert Einstein-Rosen hidat létre tudják hozni, így egy átjáró nyílna Asgard felé.
A stáblista lefutása után Selviget egy titkos S.H.I.E.L.D. laboratóriumba hívják, ahol Nick Fury igazgató (Samuel L. Jackson) egy fém táskában lévő szerkezetet mutat neki, ami elvileg végtelen energiát tud előállítani. Loki láthatatlanul Selvig fülébe súg, amit a férfi elismétel: „akkor meg kéne vizsgálni”.

## Szereplők
| Színész               | Szerep                    | Magyar hang           | Leírás |
| --------------------- | ------------------------- | --------------------- | --- |
| Chris Hemsworth       | Thor                      | Nagy Ervin            | Asgard koronahercege, az azonos nevű skandináv mitológia istenség alapján.                                                                                   |
| Natalie Portman       | Jane Foster               | Zsigmond Tamara       | Tudós és Thor szerelme. |
| Tom Hiddleston        | Loki                      | Csőre Gábor           | Thor fogadott testvére és nemezise, az azonos nevű istenség alapján.                                                                                         |
| Stellan Skarsgård     | Erik Selvig               | Máté Gábor            | Tudós, aki Új-Mexikóban kutat, és találkozik Thorral. |
| Colm Feore            | Laufey                    | Epres Attila          | A jégóriások királya és Loki biológiai apja, az azonos nevű mitológiai lény alapján.                                                                         |
| Ray Stevenson         | Volstagg                  | Schneider Zoltán      | A Három Harcos egyik tagja, egy három asgardi kalandorból álló csoport, akik Thor legközelebbi bajtársai közé tartoznak, és mind kiadós étvágyáról ismertek. |
| Idris Elba            | Heimdall                  | Galambos Péter        | A bifröst híd mindent látó, mindent halló asgardi őre, az azonos nevű mitológiai istenség alapján.                                                           |
| Kat Dennings          | Darcy Lewis               | Csondor Kata          | Politológia szakos hallgató, aki Jane Foster gyakornoka. |
| Rene Russo            | Frigga                    | Kováts Adél           | Odin felesége, Asgard királynője, Thor anyja és Loki nevelőanyja, az azonos nevű mitológiai istenség alapján.                                                |
| Anthony Hopkins       | Odin                      | Tordy Géza            | Asgard uralkodója, Thor apja és Loki nevelőapja, az azonos nevű mitológiai istenség alapján.                                                                 |
| Aszano Tadanobu       | Hogun                     | Kolovratnik Krisztián | A Három Harcos egyik tagja, akit elsősorban komor viselkedéséről azonosítanak.                                                                               |
| Josh Dallas           | Fandral                   | Hujber Ferenc         | A Három Harcos egyik tagja, akit fékezhetetlen kardforgatóként és romantikusként jellemeznek.                                                                |
| Jaimie Alexander      | Sif                       | Balogh Anna           | Harcos és Thor gyermekkori barátja, az azonos nevű mitológiai istenség alapján.                                                                              |
| Clark Gregg           | Phil Coulson              | Dolmány Attila        | S.H.I.E.L.D. ügynökök. |
| Maximiliano Hernández | Jasper Sitwell            | Juhász György         | S.H.I.E.L.D. ügynökök. |
| Stan Lee              | önmaga                    | Csuha Lajos           | Kisteherautó sofőrje. |
| Samuel L. Jackson     | Nick Fury                 | Vass Gábor            | S.H.I.E.L.D. igazgatója. |
| Jeremy Renner         | Clint Barton / Sólyomszem | Stohl András          | A S.H.I.E.L.D. embere, kiváló íjász. |

## Megjelenése
A film bemutatója Ausztráliában, Sydney-ben volt 2011. április 17-én, vasárnap. Az amerikai mozik 2011. május 2-án, hétfőn kezdték játszani.
A filmnek 2011. szeptember 13-án megjelent Blu-ray 3D, Blu-ray és DVD változata is.

## Fogadtatás
A Thort általában kedvezően fogadták a kritikusok. A filmkritikusok véleményét összegző Rotten Tomatoes 77%-ra értékelte 249 vélemény alapján. A hasonlóan működő Metacritic, ami súlyozott átlagot közöl, 57-re értékelte a 100-as skálán 40 kritika alapján.
Megan Lehmann, a The Hollywood Reporter kritikusa szerint: „A kalapácsforgató villámlásisten egy hatalmas kezdőrúgással indítja a szuperhős-nyarat.” Richard Roeper, a Chicago Sun-Times kritikusa szerint: „A Thor a legszórakoztatóbb szuperhős film a Pókember óta.”
Ennek ellentmond Roger Ebert, aki szintén a Chicago Sun-Times kritikusa: „A Thor egy tévedés mint film, de a marketing miatt sikernek számít. Annak az ősi taktikának az illusztrációja, hogy »adj meg mindent a bugrisoknak, hogy bemenjenek a sátorba [szórakozni]«.” A.O. Scott a The New York Timestól szintén nem szerette a filmet: „A Thor annak a példája, hogyan lehet előre kalkulálni egy kereskedelmi sikert a képzelet rovására.” Kenneth Turan, a Los Angeles Times kritikusa vegyes érzelmekkel írja le a filmet: „Esztétikailag patthelyzet van a megjósolható és a váratlan elemek között.” Dicséri Hemsworth, Hopkins és Elba alakítását, de a speciális effektusokat következetlennek tartja.

## A film készítésének előzményei

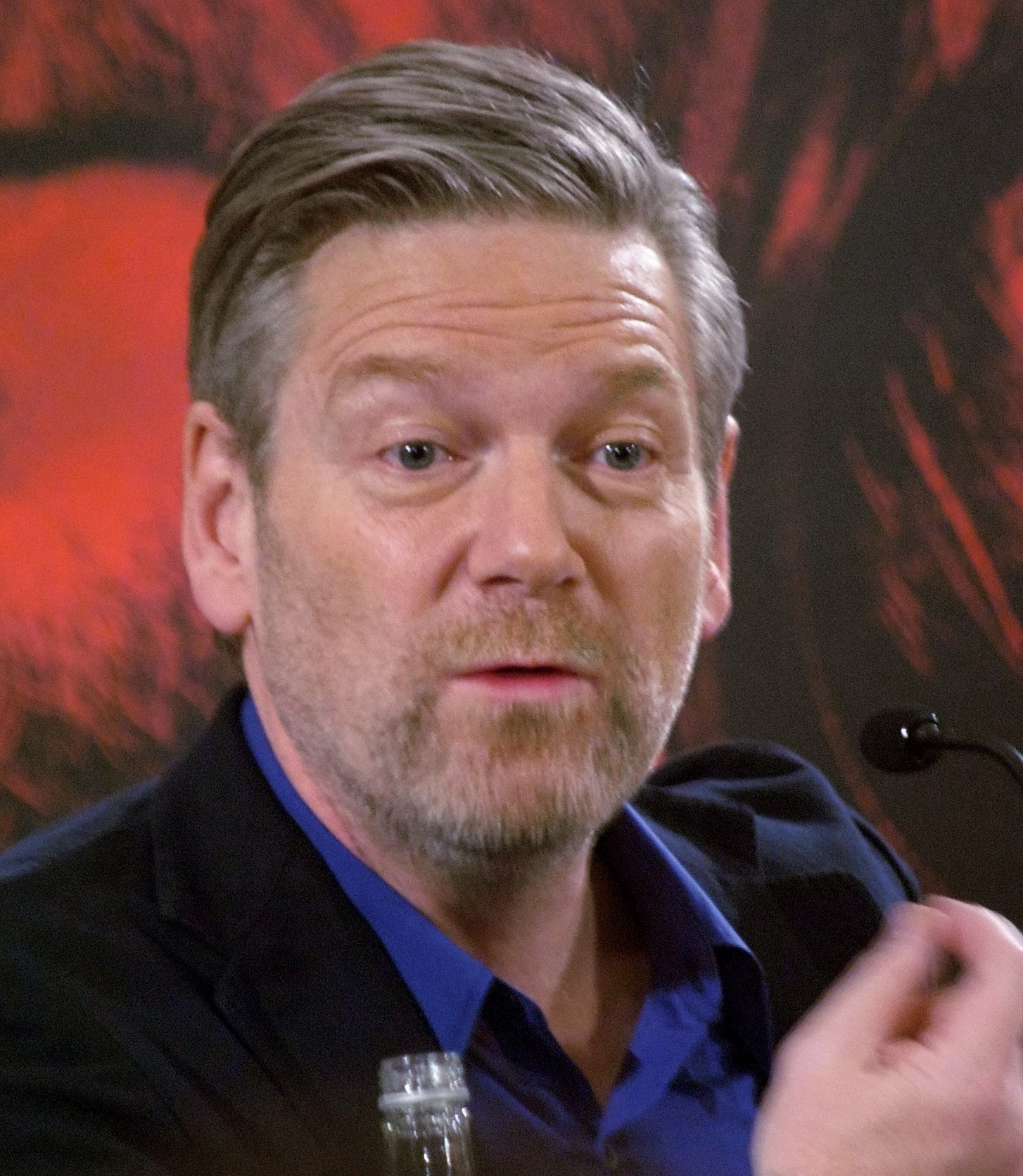
Kenneth Branagh rendező a film promócióján Londonban (2011 április)

Sam Raimi már a Darkman (1990) után javasolta a Thor témáját filmre vinni, amikor Stan Lee-vel találkozott. A 20th Century Fox azonban nem értette meg az elképzelést.
1997-ig nem foglalkoztak vele, amikor a Marvel Studios gyors bővítésbe kezdett. A film készítése az X-men megjelenése után kapott lendületet. Az első terv az volt, hogy csak tévében mutatják be. Az UPN hálózat vállalkozott volna a sugárzására. 2000 májusában a Marvel Studios megvásárolta az Artisan Entertainmentet, hogy a témából mozifilmet tudjanak készíteni, de a program alvó állapotban volt 2002 áprilisáig, és 2004 júniusában még mindig stúdiót kerestek hozzá. Közben a Sony Pictures Entertainment megszerezte a megfilmesítés jogait, és 2004 decemberében tárgyalásokat folytattak David S. Goyerrel a film megírásáról és a rendezésről. 2005-ben Goyer és a Marvel között vita alakult ki, Goyer kikerült a produkcióból. Ekkor még úgy látszott, hogy a Sony Pictures lesz a forgalmazó.
Mark Protosevich, a Thor képregények rajongója elvállalta a forgatókönyv megírását 2006 áprilisában. Ekkortájban a Paramount Pictures átvette a jogokat a Sonytól. Ugyanabban az évben bejelentették, hogy a film Marvel produkció lesz.
2007 augusztusában a Marvel Studios leszerződtette Matthew Vaughn-t a film rendezésére. Vaughn átírta a Protosevich által felvázolt cselekményt, mert annak költségvetése elérte volna a 300 millió dollárt, és levitte a költségeket 150 millióra.
2007 decemberében Protosevich az elképzeléseit így írta le: „Szuperhős film, eredeti történettel, de nem egy ember szerez szuper tulajdonságokat, hanem egy isten ismeri fel valódi képességeit. Az Ótestamentum istenének története, aki az Újtestamentum istenévé válik.”
Vaughn 2008 végén kezdte volna a forgatást. Az Iron Man sikere után a Marvel bejelentette, hogy a Thor 2010. június 4-én jelenik meg.

## A film készítése
2008 októberében a Marvel Studios hosszútávú megállapodást írt alá a Raleigh Studios-szal arról, hogy a következő négy filmjük forgatását (Iron Man 2, Thor, Captain America: The First Avenger és The Avengers) a Raleigh létesítményeiben fogják végezni. A Production Weekly hírei szerint a forgatás Los Angelesben, január közepén kezdődtek volna, aztán Santa Fe (Új-Mexikó állam) következik március-áprilisban.
A film forgatása 2010. január 11-én kezdődött. Néhány nappal később Clark Gregg aláírt egy szerződést az Iron Man 2 filmre. Februárban a Paramount Pictures tárgyalásokba kezdett, hogy használhassák a Del Mar strand 100 méteres szakaszát a filmnek ahhoz a jelenetéhez, ahol hat ló rohan lefelé. 2010. március 15-én a produkció átvonult Galisteóba (Új-Mexikó állam), ahol egy teljes város építettek fel a forgatáshoz.
Branagh, a rendező, aki gyerekkora óta rajongója a képregénynek, ecsetelte a nehézségeket Asgard és a modern világ közötti kapcsolódás megvalósításáról: „A képregény ábrázolása alapján szerettük volna összekötni, de külön is választani a két világot. Ennek technikai megvalósításaival kísérleteztünk. Ha ez sikerült, akkor ettől ez a film különleges. A primitív és a fejlett, az ókori és a modern összekapcsolása izgalmas és ez feszültséget visz a filmbe.”
A készítők azt akarták, hogy a földi helyszín Asgard-ot tükrözze vissza. Az ő szavaikkal élve Asgard egy sziget az űr határtalan tengerében, az Új-Mexikóban található kisváros pedig egy sziget a sivatag tengerében. Asgardon van az obszervatórium, ami a bejárat Asgardba, a palotát pedig épületek szegélyezik. A földi városban az egyik utca a sivatagból indul ki és szintén épületek szegélyezik. Az utca egy régi autókereskedéshez vezet, ami bizarr módon tükrözi vissza Asgard palotájának formáját. A földi világ tehát egy szerényebb és szomorúbb változata Asgardnak.
A jelmeztervezők Thor ruháját a régi, klasszikus Thor képekből és a legutolsó képregény sorozat Thor képeiből hozták létre. A ruhák anyagát a szövet és a fém kombinációjából alkották meg.
Áprilisra a Paramount ejtette a tervet a Del Mar homokos partjával kapcsolatban és helyette egy meg nem nevezett észak-kaliforniai helyszínt választott.

### Utómunkálatok
A forgatások 2010. május 6-án fejeződtek be. Az utómunkálatok során a speciális effekteket a franciaországi BUF Compagnie készítette. A speciális effekteken a Digital Domain is dolgozott. A BUF főként a világűrön keresztül való száguldást készítette, amit a Hubble űrtávcső felvételei inspiráltak. Branagh megemlítette, hogy elküldte J. M. W. Turner klasszikus festmény-tanulmányait a Digital Domain-nek Jötunheimr ábrázolásához.
Kevin Fiege producer nyilatkozata szerint a filmet 2-D-ben forgatták, de a speciális effektusokkal 3-D-re alakították.
2011 márciusában a vágások során a moziváltozatból nagyrészt kihagyták Adriana Barraza jeleneteit. A rendező személyes sajnálkozását fejezte ki neki, amit Barraza megértően fogadott.
Douglas Tait mozgását motion capture technikával rögzítették és felhasználták a Jégóriások ábrázolásához.
2011 áprilisában az IMAX Corporation, a Paramount Pictures és a Marvel Entertainment közös nyilatkozatot tett, amiben bejelentették, hogy a film meg fog jelenni digitális 3-D IMAX mozikban. Hasonló együttműködés volt a cégek között az Iron Man 2 esetében is.
A stáblista lefutása után látható jelenetet, amiben a Skarsgård által játszott Erik Selvig találkozik a Samuel L. Jackson által játszott Nick Fury-vel, Joss Whedon rendezte, aki az egy év múlva (2012-ben) megjelent Bosszúállók rendezésén dolgozott éppen.

## Érdekességek
- Ahhoz, hogy felkészüljön Loki szerepére, Tom Hiddleston a capoeira brazil harcművészetet gyakorolta.
- Tom Hiddleston a képregény rajongójává vált, azon belül is különösen Loki rajongójává.
- A 2014-es Thor-képregényeket már úgy tervezték, hogy Loki hasonlítson Tom Hiddlestonra.
- Charlie Cox is jelentkezett Loki szerepére, ám míg nem kapta meg a szerepet, a Dareddevil sorozat főszereplője lett.
- A filmben 1309 vizuális effekt van.
- Mel Gibson visszautasította Odin szerepét.

## Fordítás
Ez a szócikk részben vagy egészben  a   Thor (film) című angol Wikipédia-szócikk fordításán alapul.  Az eredeti cikk szerkesztőit annak laptörténete sorolja fel. Ez a jelzés csupán a megfogalmazás eredetét és a szerzői jogokat jelzi, nem szolgál a cikkben szereplő információk forrásmegjelöléseként.